# Ratnakuta-sutra

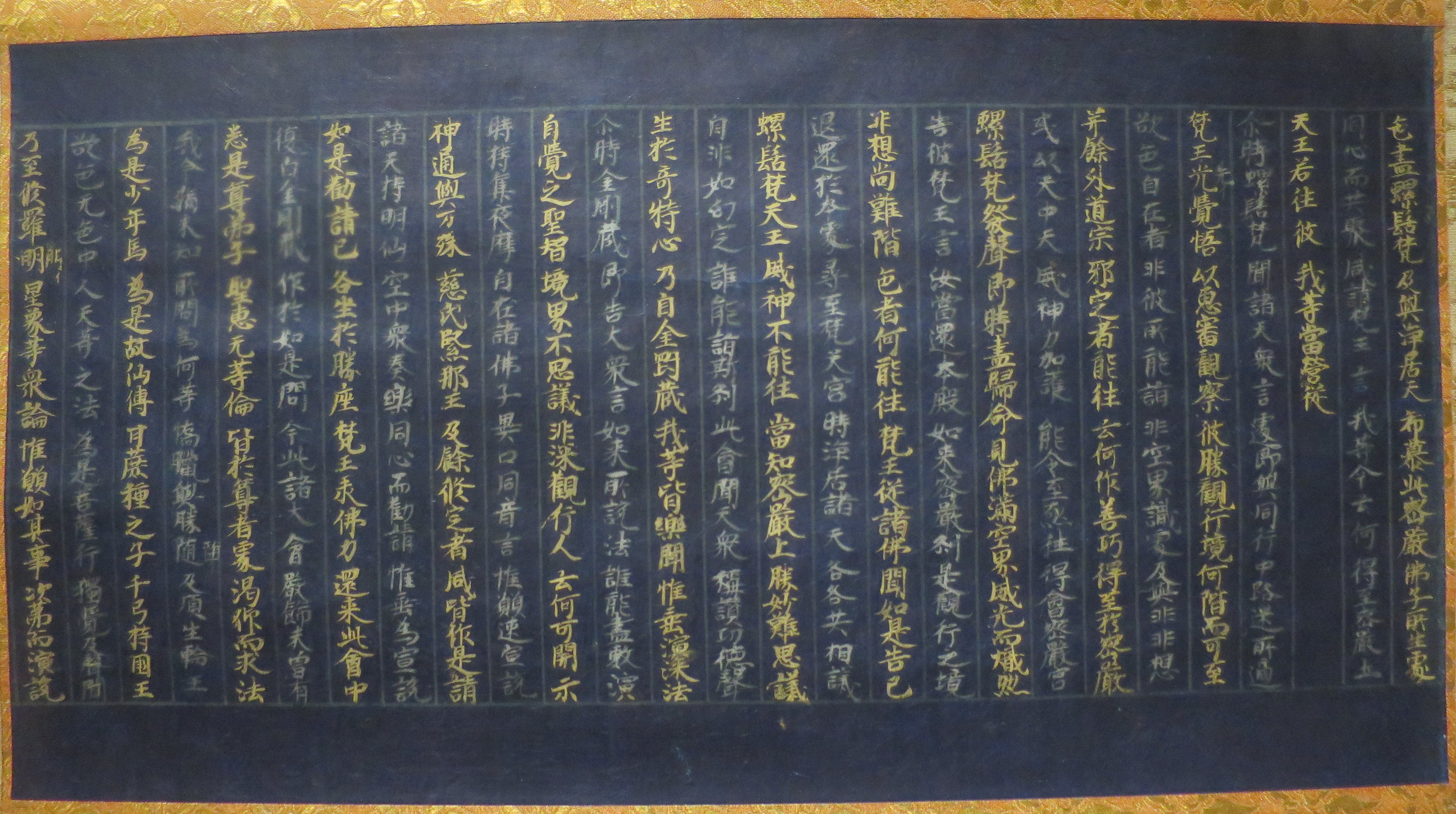
Section du Tripitaka (Issai-kyo), XIIIe siècle. Dayton Art Institute.

Le Ratnakuta-sutra (IAST: Ratnakūṭa-sūtra) est un compilation précoce de quarante-neuf sûtras du bouddhisme Mahâyâna, qui traitent différents thèmes du bouddhisme mahâyâna primitif. Parmi eux, une discussion détaillée sur la vacuité (shûnyatâ), les pratiques de la Terre pure, les moyens habiles (upâya), l'importance de cultiver autant la compassion (karunâ) que la sagesse (prajnâ). Plusieurs textes appartenant à cet ensemble sont des oeuvres fondatrices du courant mahâyâna.